# Niepiekło (Dąbrowa Górnicza)
Niepiekło – część miasta Dąbrowy Górniczej, w jego zachodniej części. Rozpościera się wzdłuż ulicy Letniej, między Czarną Przemszą a zbiornikiem Pogoria III. Po przeciwnej stronie rzeki rozpościera się Niepiekło należące do Będzina.

## Historia
Niepiekło to dawna kolonia. W latach 1867–1874 Niepiekło należało do gminy Zagórze, a w latach 1874–1909 do gminy Górniczej w powiecie będzińskim. W 1909 roku z gminy Górniczej wydzielono nową gminę Zagórze. Z pozostałej części gminy Górnicza powstała gmina Dąbrowa Górnicza (składająca się z miejscowości: Stara Dąbrowa, Niepiekło, Huta Bankowa, Łabęcka, Reden, Ksawera, Mydlice, Niepiekło, Huty Cynkowe i Koszelew).
Podczas I wojny światowej (1915–1916) w Generalnym Gubernatorstwie Lubelskim pod okupacją austriacko-węgierską. W Dąbrowie Górniczej ulokowano siedzibę nowo utworzonego powiatu dąbrowskiego. Gmina Dąbrowa Górnicza przestała funkcjonować jako jednostka wiejska z dniem 18 sierpnia 1916 roku w związku z nadaniem Dąbrowie Górniczej praw miejskich przez austriackie władze okupacyjne i przekształceniu jej w gminę miejską. Niepiekło weszło jednak w skład Będzina. Dopiero 5 maja 1923 część wschodnich terenów Będzina, włączono do Dąbrowy Górniczej, przez co wschodnia część Niepiekła (kolonia) znalazała się w jego granicach, a zachodnia (wieś) pozostała w granicach Będzina.